# Literatura cristiana

## Historia
Si bien se reconoce a la Biblia como la principal obra dentro la literatura cristiana, ha habido varios escritos que con los siglos han ido evolucionando y dando forma al marco literario del orden del cristianismo y sus respectivas ramas (católica, protestantes, evangélicas).

### Cristianismo primitivo

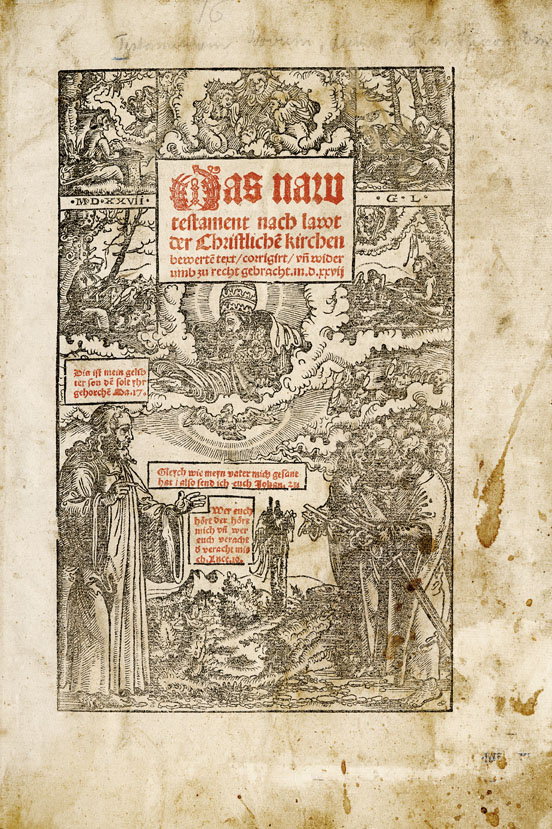
Nuevo Testamento de la Biblia al alemán de Jerónimo Emser.

De la época de los Padres de la Iglesia hay una mayoría de escritos de no ficción que hasta ahora han sobrevivido, incluyendo cartas, tratados teológicos, comentarios bíblicos y biografías de santos. La disciplina teológica que se ocupa de los textos cristianos de este tiempo, es la patrística.

### Cristianismo medieval
Las formas típicas de los escritos cristianos medievales se basaban en la hagiografía, el libro devocional, el libro de oraciones, el libro de las horas y la colección de sermones .

### Cristianismo contemporáneo
Los libros de teología y literatura devocional todavía se producen principalmente en los Estados Unidos y Alemania, sobre todo en los países de habla alemana, especialmente en el entorno inmediato y más amplio de pietismo

## Himnos y textos litúrgicos
Los textos de la liturgia y en el canto que los cristianos utilizan en alabanzas y oraciones.

## Hagiografía e histórica novela
Entre los géneros más populares de la literatura católica tradicionalmente entre la hagiografía y la biografía o la novela biográfica o histórica. Las transiciones entre estas formas son fluidas.